# Liste der Kulturdenkmale in Rieseby
In der Liste der Kulturdenkmale in Rieseby sind alle Kulturdenkmale der schleswig-holsteinischen Gemeinde Rieseby (Kreis Rendsburg-Eckernförde) und ihrer Ortsteile aufgelistet (Stand: 30. Juni 2025).
Die Bodendenkmale sind in der Liste der Bodendenkmale in Rieseby aufgeführt.

## Legende
In den Spalten befinden sich folgende Informationen:
- Objekt-ID: die Nummer des Kulturdenkmales
- Lage: die Adresse des Kulturdenkmales und die geographischen Koordinaten. Kartenansicht, um Koordinaten zu setzen. In der Kartenansicht sind Kulturdenkmale ohne Koordinaten mit einem roten Marker dargestellt und können in der Karte gesetzt werden. Kulturdenkmale ohne Bild sind mit einem blauen Marker gekennzeichnet, Kulturdenkmale mit Bild mit einem grünen Marker.
- Offizielle Bezeichnung: Bezeichnung des Kulturdenkmales
- Beschreibung: die Beschreibung des Kulturdenkmales
- Bild: ein Bild des Kulturdenkmales

## Sachgesamtheiten
| Objekt-ID      | Lage                                     | Offizielle Bezeichnung           | Beschreibung | Bild                             |
| -------------- | ---------------------------------------- | -------------------------------- | --- | -------------------------------- |
| 40896 Wikidata | Petriweg 2 (54° 32′ 32″ N, 9° 48′ 49″ O) | Kirche St. Petri mit Ausstattung | Aktualisierung vorgesehen - Begründung: geschichtlich, künstlerisch, städtebaulich, Kulturlandschaft prägend - Schutzumfang: Kirche St. Petri mit Ausstattung, Kirchhof, Grabmale bis 1870, Feldsteinwall/-böschung | weitere Fotos \| Fotos hochladen |

## Quelle
- Liste der Kulturdenkmale in Schleswig-Holstein – Kreis Rendsburg-Eckernförde